# Игор Бораска
Игор Бораска (Сплит, 16. септембар 1970), је хрватски веслач, светски првак и освајач бронзане медаље на Олимпијским играма у Сиднеју 2000. године.

## Веслачка каријера

### Светска првенства
Игор Бораска био је члан је Веслачког клуба Гусар из Сплита. Такмичио се више веслачких дисциплина.
Године 1994. Бораска је у такмичењу двојаца са кормиларом постао светски првак на првенству у Индијанополису (САД). Веслао је у пару са Тихимиром Франковићем и кормиларом Миланом Ражовом. Резултатом у овој трци постављен је светски рекорд (најбоље време).
Четири године касније на Светском првенству у Келну као члан четверца са кормиларом освојио је сребрну медаљу. Исти успех постигао је у 2001. Луцерну, као члан посаде осмерца.
Освојио је и бронзану медаљу на првенству 2002. Севиљи у четверацу са кармиларом.

### Олимпијске игре
Као члан хрватског олимпијског тима учествовао је три пута на Летњим олимпијским играма: 1996. у Атланти, 2000. у Сиднеју и 2004. у Атини
Највећи успех постиггао је у Сиднеју када је са посадом осмерца освојио бронзану медаљу. Поред њега у саставу осмерца су били Крешимир Чуљак, Никша Скелин, Синиша Скелин, Бранимир Вујевић, Томислав Смољановић, Тихомир Франковић, Игор Францетић и кормилар Силвијо Петришко.
У Атланти 1996. и Атини 2004. веслао је у посади четверца без кормилара и освајао 7 и 12 место.
За свој успех посада осмерца са комиларим добила је 2000. године Државну награду за спорт „Фрањо Бучар“, највише је признање које Република Хрватска додељује за изузетна достигнућа и допринос од нарочитог значења за развој спорта у Републици Хрватској.

## Каријера возачабоба
Бораска је био члан хрватске екипе на Зимским олимпијским играма 2002. у Солт Лејк Ситију као део боба четвороседа. Он је први Хрват који је учествовао на летњим и зимским олимпијским играма.